# .je
.je es el dominio de nivel superior geográfico (ccTLD) para Jersey.